# Alison Ramsay
Pour les articles homonymes, voir Ramsay.
Alison Ramsay, née le 16 avril 1959 à Londres, est une joueuse britannique de hockey sur gazon.
Elle fait partie de l'équipe de Grande-Bretagne de hockey sur gazon féminin médaillée de bronze des Jeux olympiques de 1992 à Barcelone.